# Calixtlahuaca
Calixtlahuaca egy mexikói régészeti lelőhely neve. A szó a navatl nyelvből ered, jelentése: „síksági házak helye”.

## Története
A spanyolok megérkezése előtt a Tolucai-völgyben otomik, teotivakánok, toltékok, mazavák, matlacinkák és navatlok éltek. A preklasszikus korban (i. e. 1200–i. sz. 150) szervezett csoportokban éltek itt az emberek, és érezhető volt az olmék hatás is. A klasszikus korban, 250-től kezdve a teotivakánok telepedtek le itt, és új szokásokat, új kultúrát terjesztettek el a térségben: nekik köszönhetően jelent meg például a mezoamerikai labdajáték, valamint Ketzalkóatl és Tlalok istenek tisztelete. Calixtlahuacában is ezután épült fel az ezeknek az isteneknek szentelt épületegyüttes.
Teotihuacan városának eleste után Calixtlahuacában toltékok, majd matlacinkák telepedtek le. Utóbbiakat nepinthathuhui („a kukorica földjéről valók”) néven nevezték, később „a háló emberei” néven voltak ismertek. Fénykorukat 1116 és 1474 között élték Calixtlahuacában.
1471 és 1476 között az aztékok Axayácatl vezetésével leigázták a matlacinkákat, a 16. században pedig a spanyol hódítás következett be.

## Leírás
A helyszín México állam fővárosa, Toluca de Lerdo mellett, annak központjától északnyugatra található egy kisebb hegy, a Cerro del Tenismó északi oldalán.
Több, egymástól néhány száz méterre elhelyezkedő épületegyüttes látható a helyszínen. Legjelentősebb építményei a következők:
- Ehécatl–Ketzalkóatl-templom (más néven: 3. számú műemlék). Jellegzetes, kerek épület. Egy nagyobb teraszon épült fel, amelyre kisebb teraszokon és egy lépcsőn keresztül lehet feljutni. Több külön időszakban épült 250-től kezdve egészen a 16. századig. Egy értékes régészeti leletet találtak benne: egy emberszerű azték szobrot, amely Ehécatl istent ábrázolja.
- 1. számú műemlék. Nagyjából négyzet alaprajzú. Látható részletei a posztklasszikus korból (12–16. század) származnak.
- Tlalok épületegyüttes (4. és 7. számú műemlék). A 4. számú épület nyugaton, a 7. számú északon található.
- Zompantli. Kereszt alakú épület az azték korból. Falait faragott koponyák díszítik.
- Panteon (5. és 6. számú műemlék). A Tlalok-együttestől délkeletre található. Az 5-ös műemlék négy, egymás fölé helyezett építményből áll, délkeleti sarkában a teotivakán-időszakból származó sziklarajzok találhatók. A 6-os műemlék a kőlapokkal borított udvartól északra van. A kőlapok alatt José García Payón régész sírokat talált, ezért adta a helynek a Panteon nevet.
- 16. számú műemlék: egy sík részen található. Fallal körülvett épületegyüttes, közepén még feltáratlan részekkel.
- 17. számú épületegyüttes (vagy Calmécac). Első részében egy nagy tér terül el egy monumentális alapzattal, ahova három lépcsőn lehet feljutni, a második részben több szinten elhelyezkedő szobák találhatók, amelyeket lépcsők és szűk folyosók kötnek össze.

## Képek

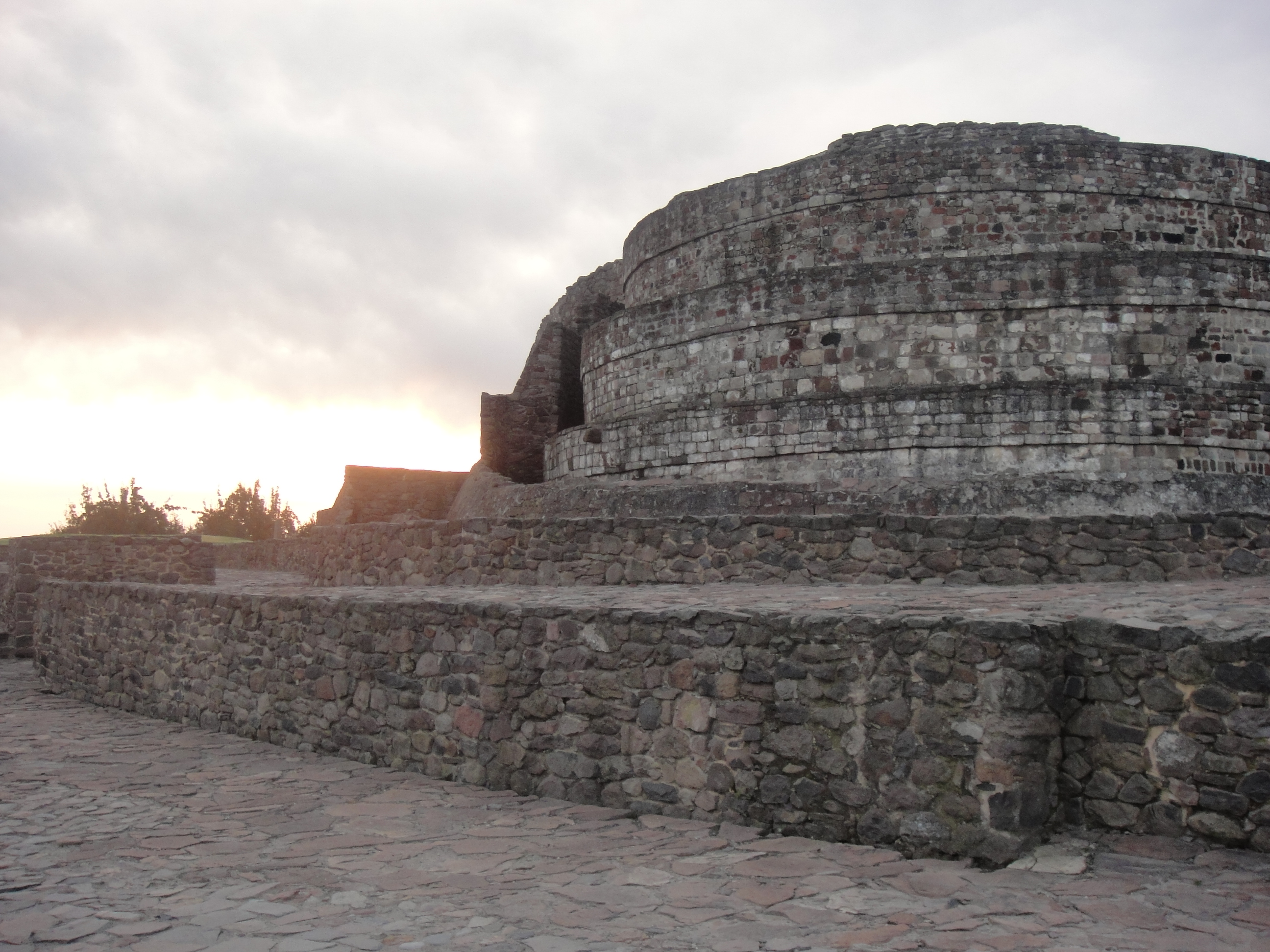
Az Ehécatl-templom
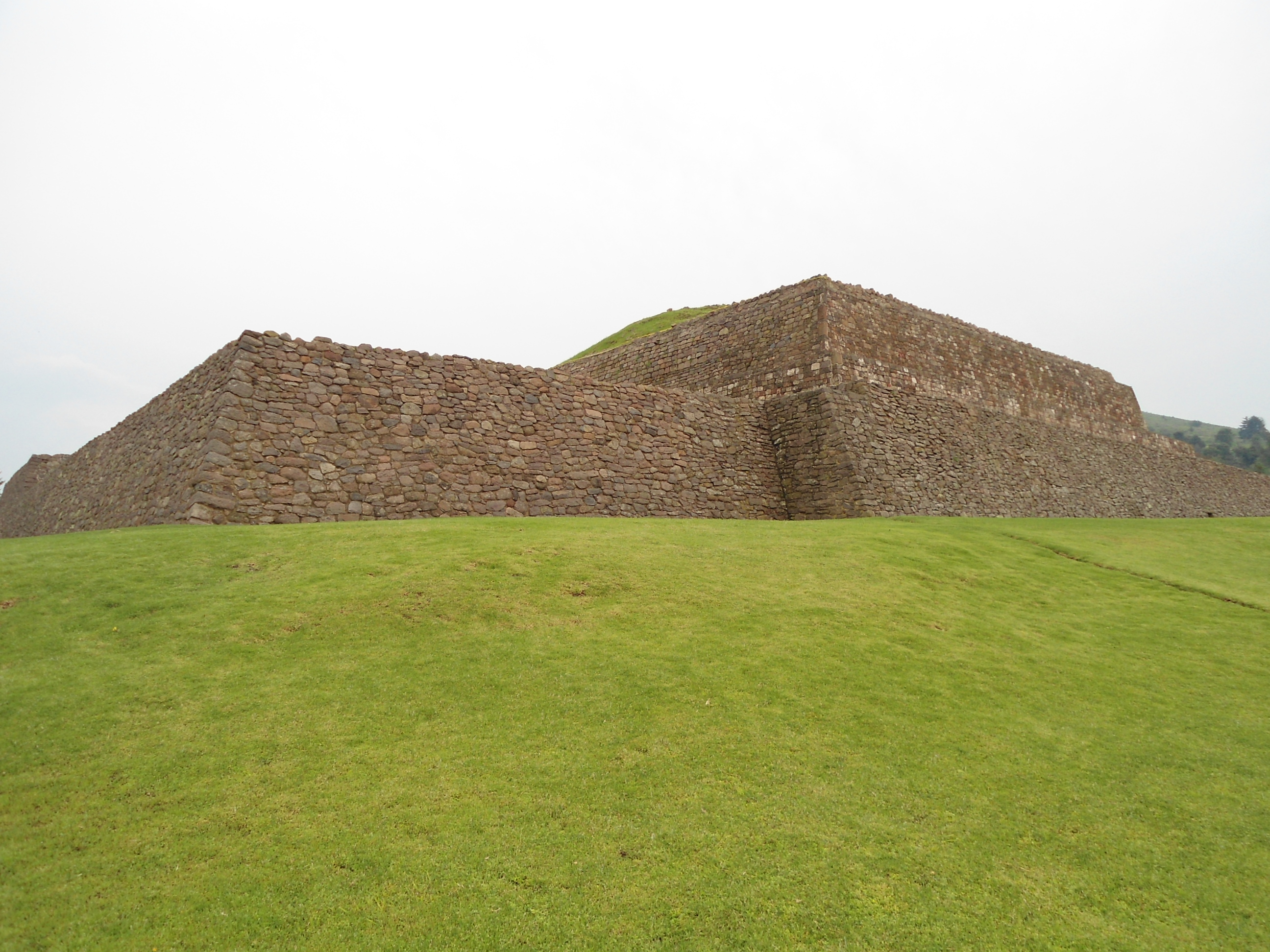
Kőfalak
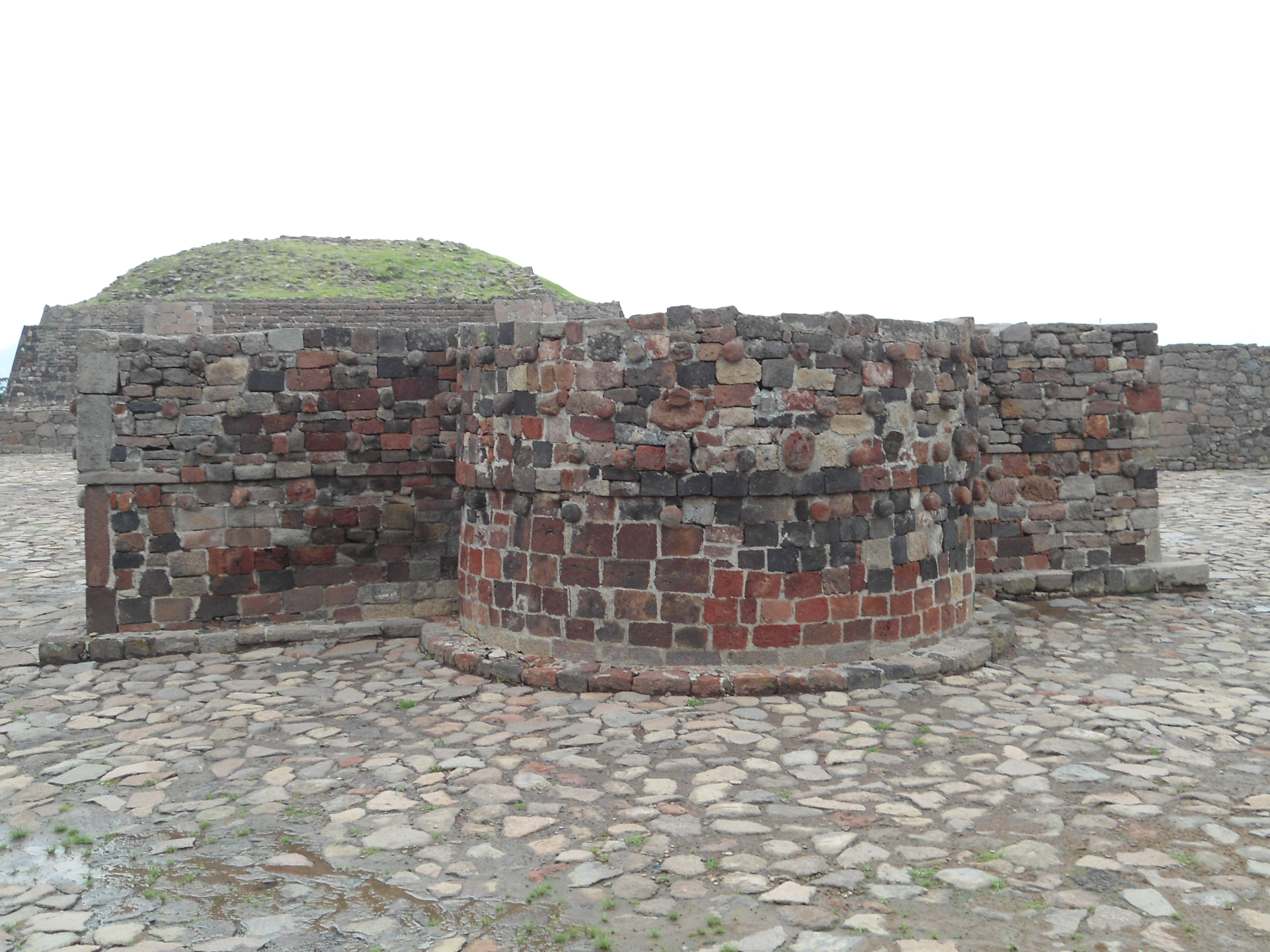
Egy kisebb építmény, a Zompantli
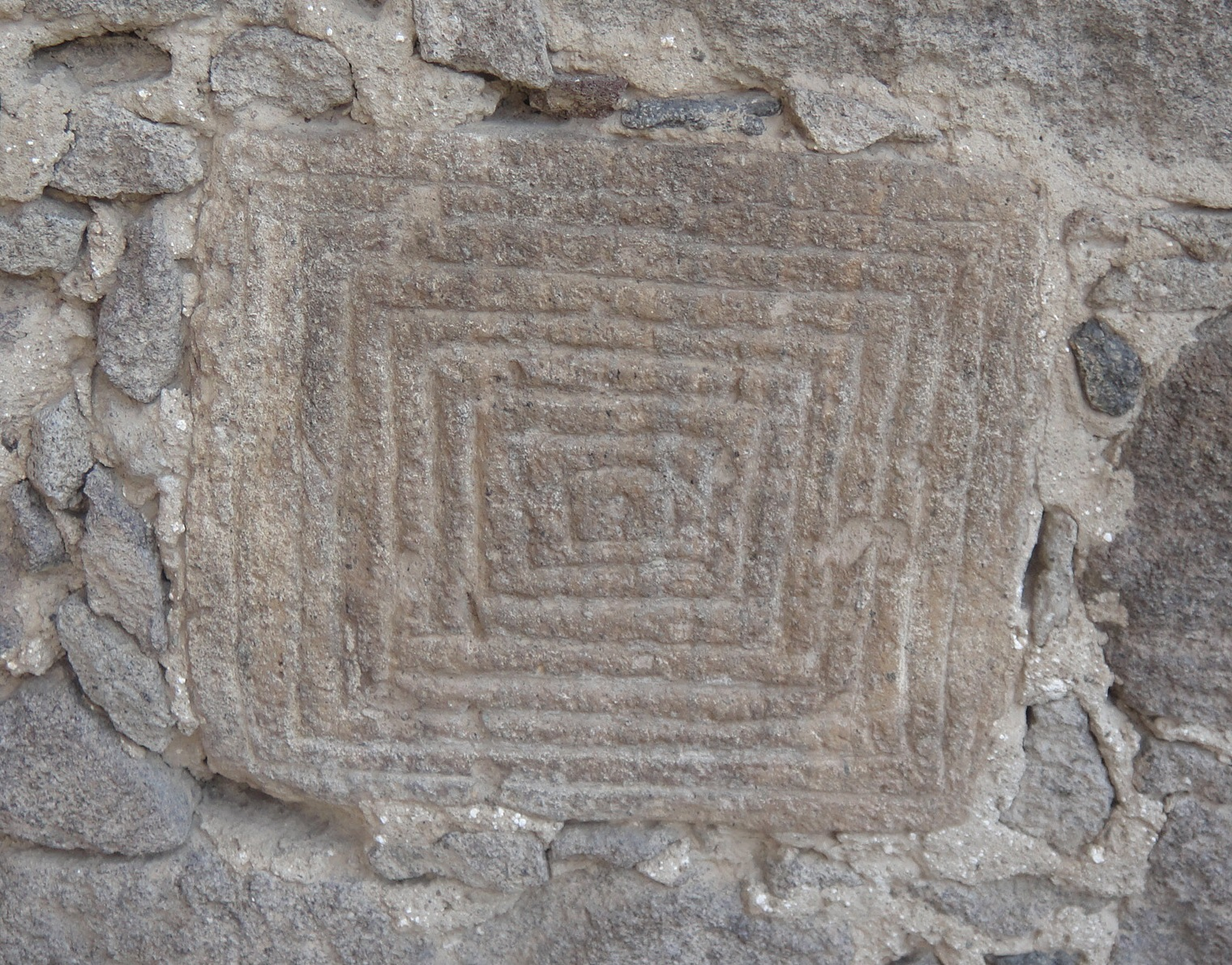
Sziklarajz